# Soulsister
Soulsister byla belgická hudební skupina skládající se z Jana Leyerse a Paula Michielse, která původně existovala od roku 1986 do roku 1995 a po rozdělení se znovu sešla v roce 2007. Soulsister je často označován jako SoulSister, Soul Sisters nebo Leyers, Michiels a SoulSister. Leyers měl předchozí zkušenosti v rockové skupině Beri-Beri, zatímco Michiels měl zkušenosti v britské rockové skupině Octopus a jako sólový umělec. Skupina vznikla v roce 1986 poté, co se Leyers a Michiels setkali v Michielsově rodném městě Heist-Op-Den-Berg. Tento rok debutovali pod názvem Soul Sisters se singlem s názvem „You Get To Me“. Později vydali také singly "Talk About It" a "Like A Mountain". Měli obrovský hit z roku 1988 "The Way To Your Heart". V roce 2000 Leyers a Michiels nahráli jednotlivé písničky pro film Jana Verheyena Team Spirit. Leyers napsal skladbu s názvem „Only Your Love Will Do“, zatímco Michiels nahrál cover písně „Forever Young“ od německé skupiny Alphaville.